# Condado de Belloch

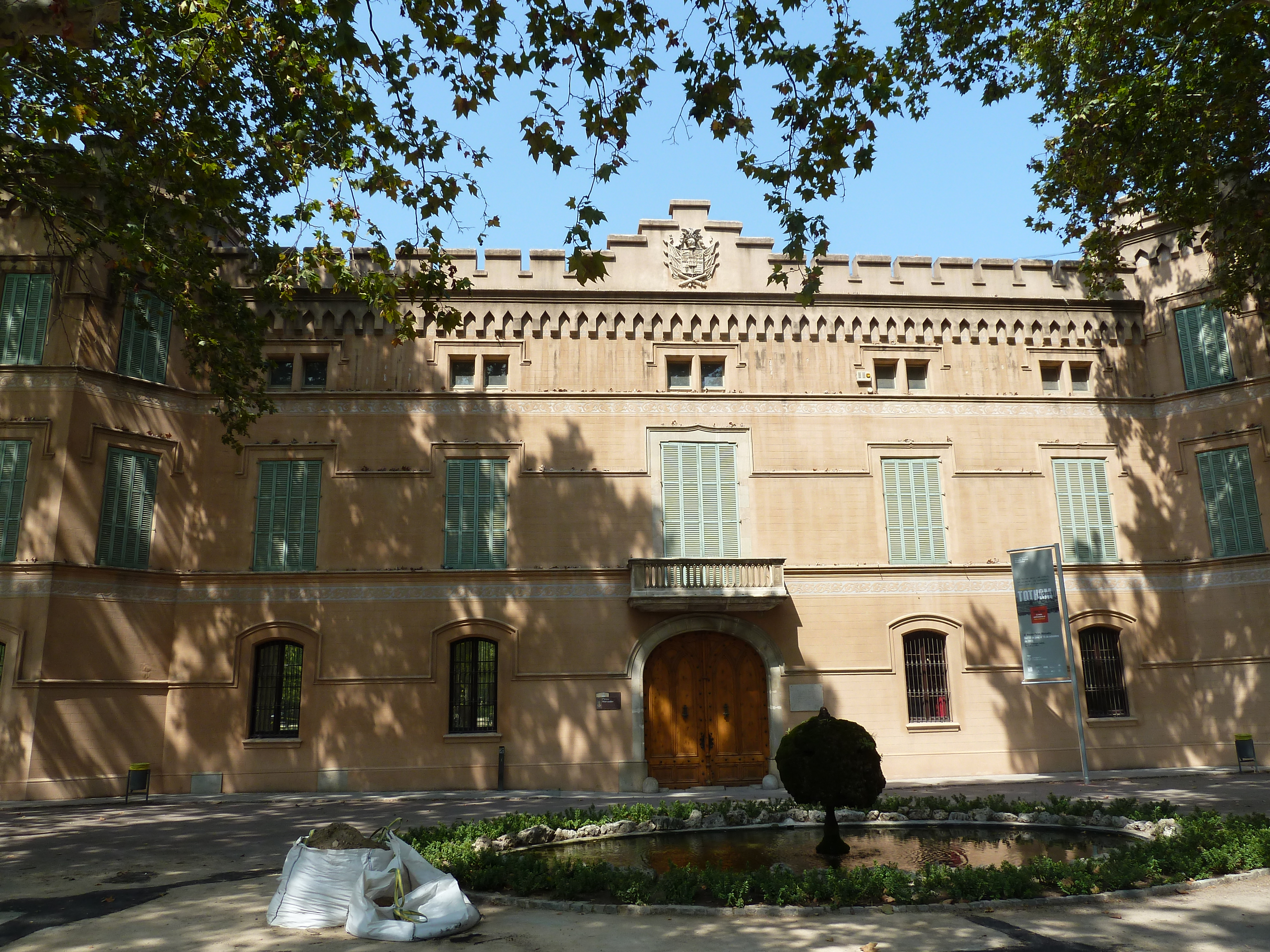
Can Mercader, residencia de los II y III condes de Belloch, en Cornellá de Llobregat, Barcelona.

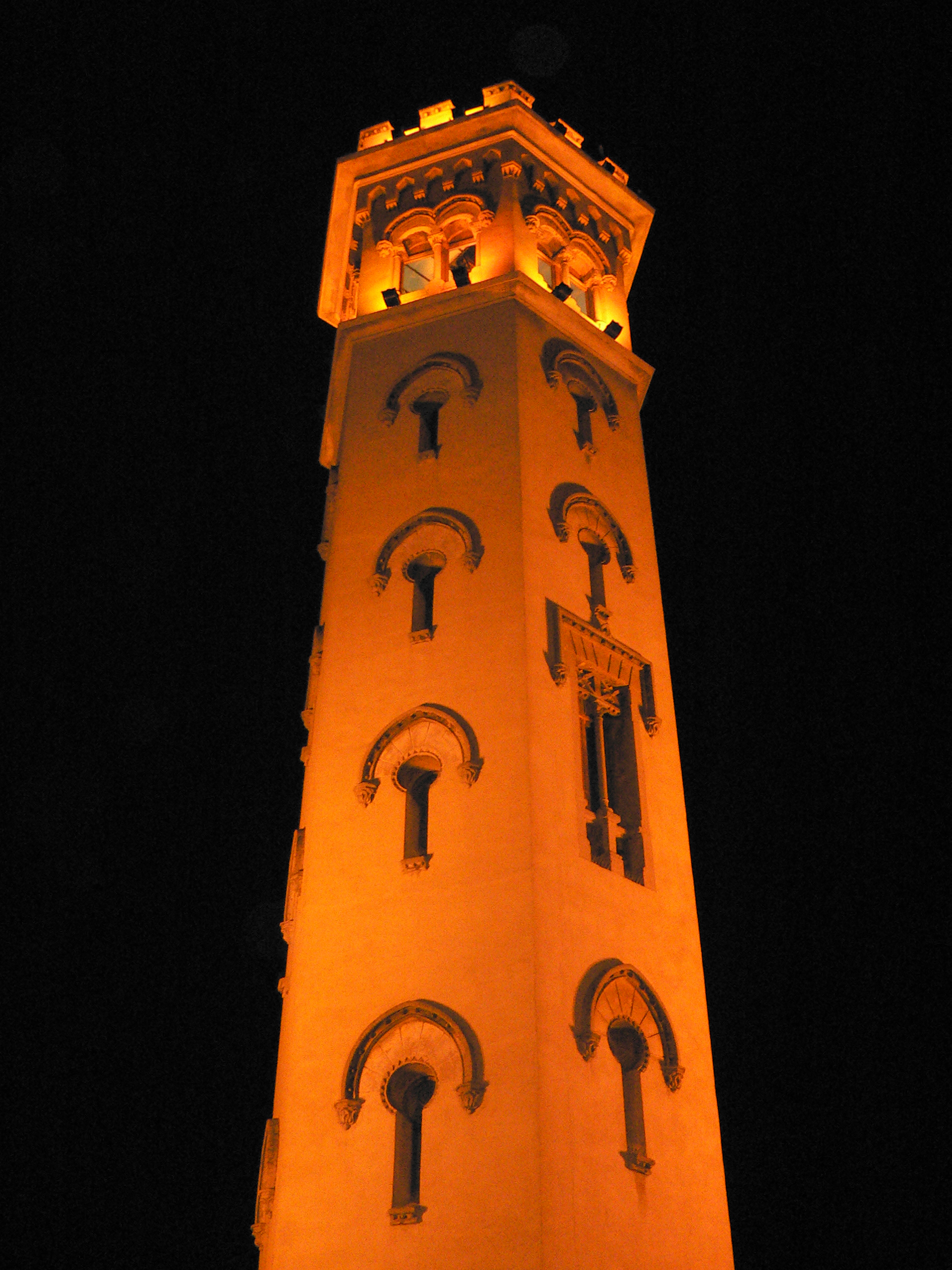
Torre de la Miranda, construida por Arnaldo de Mercader y de Zufía (1852-1932), tercer conde de Belloch, situada en Cornellá de Llobregat, Barcelona.

El Condado de Belloch (en catalán: Bell-lloc) es un título nobiliario español creado el 18 de agosto de 1707 por el archiduque Carlos de Austria a favor de Ramón de Belloch y de Macip, Vedruna y de Belloch, sargento Mayor de Infantería, tesorero del Ejército en el Ampurdán, jurado en jefe de Gerona. Con dicha concesión se extinguió en vizcondado previo de Belloch concedido en 1705.
El primer conde fue un partidario ferviente del Archiduque Carlos. Tras la derrota de 1714, el título se perdió. Cien años después, la tataranieta del primer conde, María de las Mercedes de Belloch y de Portell, se casó en 1824 con Ramón de Mercader. El hijo de este matrimonio, Joaquín de Mercader y de Belloch, obtuvo la confirmación del título como segundo conde de Belloch el 27 de noviembre de 1871.
Posteriormente el título fue rehabilitado el 28 de noviembre de 1961, a favor de Pedro de Mercader y Piqué, quien ya ostentaba socialmente el título, por ser descendiente directo del tercer titular Arnaldo de Mercader y de Zufía.
El actual titular, desde 1998, es Pedro de Mercader y Tricás.

## Armas
En campo de gules, tres veneras, de oro, bien ordenadas. Lema: «Ab alta cuncta».

## Condes de Belloch
|                                                                | Titular                                              | Periodo                                              |
| Creación en 1707 por el Archiduque Carlos de Austria           | Creación en 1707 por el Archiduque Carlos de Austria | Creación en 1707 por el Archiduque Carlos de Austria |
| -------------------------------------------------------------- | ---------------------------------------------------- | ---------------------------------------------------- |
| I                                                              | Ramón de Belloch y de Macip, Vedruna y de Belloch    | 1707-?                                               |
| Confirmación en 1871 por el rey Amadeo I de Saboya             |                                                      |                                                      |
| II                                                             | Joaquín Mercader y Belloch                           | 1871-1904                                            |
| III                                                            | Arnaldo de Mercader y de Zufía                       | 1906-1932                                            |
| Rehabilitación en 1961 por el Jefe del Estado Francisco Franco |                                                      |                                                      |
| IV                                                             | Pedro de Mercader y Piqué                            | 1961-1998                                            |
| V                                                              | Pedro de Mercader y Tricás                           | 1998-actual titular                                  |

## Historia de los Condes de Belloch
- Ramón de Belloch y de Macip, Vedruna y de Belloch, I conde de Belloch, I vizconde de Belloch (vizcondado previo), Señor de Belloch.

Sus padres fueron Gerónimo de Belloch y de Vedruna, y la esposa de éste, Ana de Macip y de Belloch, Señora de Belloch (hija de Tomás de MAcip y de Gargallo y de Mariana de Belloch y de Vilanova, Señora de Belloch.)
Confirmado en 1871, como «segundo conde», a favor del cuarto nieto del primer titular:
- Joaquín Mercader y Belloch (1824-1904),[8][9] II conde de Belloch. Casó en segundas nupcias con Dolores Caballero Rasco.

Le sucedió, en 1906:
- Arnaldo de Mercader y de Zufía (1852-1932), III conde de Belloch. Hijo del anterior.

1. Casó con Paulina Pozzali y Crotti.

Sin descendencia. Su sobrino (hijo de su hermano Pedro-Pablo de Mercader y Zufia, n. en 1857) fue:
- Pedro de Mercader y Bofill (†1936), quien no pudo obtener la sucesión en el título al coincidir el período de su ostentación (1932-1940) con la II República y la Guerra Civil.

Su hijo obtuvo la rehabilitación en 1961:
Rehabilitado en 1961, a favor del descendiente directo del tercer titular:
- Pedro de Mercader y Piqué (†1998), IV conde de Belloch[11]

1. Casó, el 7 de octubre de 1956, con Elvira Tricás Colomar.[6]

Le sucedió, el  26 de marzo de 1998, su hijo:
- Pedro de Mercader y Tricás (n.1958), V conde de Belloch.

Actual titular.